# ناصر بن مهنا
ناصر بن مهنا الجشعمي أو ناصر المشورب هو أمير عربي عراقي وشيخ عشيرة آل مهنا من عشائر جشعم العربية بالعراق، لُقب شيخَ العراقَين، غزا مدينة كربلاء سنة 1013هـ (1604م) فهزم الحاميةَ العثمانية هنالك، وسيطر هو وعشيرته على كربلاء والنجف حتى سنة 1032هـ (1623م) حين غزا العراق الشاهُ عباسٌ الكبيرُ الصفويُ، قال ميعاد شرف الدين في تعليقه على كتاب (تاريخ محاسن بغداد) إن عباساً العزاوي رجّح أن قبيلة القشعم (جشعم) من بني لام من طي من قحطان وأنهم انحدروا إلى البصرة بحدود عام 795 هـ وأن ثامر بن قشعم هو أول رئيس لهم، ونخوة هذه العشيرة (عبد المُشورَب) وهو ناصر المشورب، ولعل واقعته هذه سنة 1011 هـ هي التي جعلت من اسمه نخوةً للعشيرة بعد كسره لجيش والي بغداد"، ورجّح عباس العزاوي أن والي بغداد الذي حاربه ناصر بنُ مهنا هو محمد باشا.

## في التاريخ
قال يعقوب سركيس في كتابه (مباحث عراقية) "إن لناصر المهنأ ذكراً بيّناً في كتب التاريخ الثلاثة ولا سيما في كتاب عالم آراي عباسي لاسكندر بك تركمان من رجال القرن الحادي عشر وهو مطبوع في طهران سنة 1314 (1896م)، وذكره من الأوربيين تكسيرا فنعته (بملك عربي) في رحلته المترجمة إلى الإنكليزية في ص53. . 1992 فقال (إن هذه البلدة (مشهد الحسين أي كربلاء) ومشهد علي النجف الأشرف هما تابعتان لمير (الأمير) ناصر وهو ملك عربي رافد للأتراك يعيش في أعالي تلك الأراضي) أه، وقال في ص72 بتاريخ 13 كانون الأول سنة 1604 (1013هـ) (وبعد أن سرنا فرسخا ونصف فرسخ حططنا لندفع الرسوم التي يجب دفعها إلى المير ناصر وهو ملك عربي من عشيرة ابن أمانة وهو حاكم مشهد علي ومشهد الحسين) وما أمانة إلا تشويه (مهنأ) إذ يصعب على سائح أن يضبط الإعلام وهي غريبة عنه، وذكر ناصرا أيضا ديلا فالة في رحلته الشهيرة (1616 - 1625) في عدة مواضع جاء فيها في سنة 1616م (فبتنا في بئر النص (أي بئر النصف بين بغداد والحلة) . . . وبعد مرورنا بيومين نهبت قافلة هناك أو بمقربة من ذلك المكان. نهبتها جماعة قوية من الأعراب. أما أنا فلحسن حظي - فضلا عن أني لم أر أحدا من هؤلاء - لقيت أحد كبار قواد بغداد كان قدم إلى هنا قبلي بأمر من الباشا ومعه نيف ومائتا فارس ليستميل شيخا ويصحبه إلى بغداد وهذا الشيخ هو قائد من قواد الأعراب - وإن شئت نقل أميرا من أمرائهم وأني لأظنه أميرا لأنه من عداد الذين يهمون الأتراك في النفع، والغرض من طلب مجيئه إلى بغداد هو حشد القوى فيها للشروع بعدئذ بمحاربة ملك فارس وقد أكثر قائد بغداد من فرسانه زيادة في تعظيم هذا الشيخ، وكان يسمى هذا الشيخ أو الأمير ناصر بن مهنا لأنه ابن مهنا أو له من ذريته. . .) أه، وذكر المؤرخ اسكندر بك وديلا فاله أن لناصر ابنا اسمه أبو طالب وقال ديلا فاله أنه كان قد قام مقام أبيه المتقدم في السن، وقال روسو قنصل فرنسة في بغداد في رحلته 1808م من بغداد إلى حلب 1808 1809، في ص136 ما تعريبه، (فمررنا بجبة على الفرات. . . فرأينا على الضفة المقابلة جبل أردي وعلى منتهاه شيء كالقبة قيل لي أنه قبر ناصر المهنا بن جشعم ويعتقد الأعراب أنه من أصحاب الكرامات) أه. قال يعقوب سركيس "ولا تزال ذكرى ناصر على ألسنة الأعراب تاج بمدحه والثناء على أخلاقه ورفعة مقامه".

### شيخ العراقين
قال يعقوب سركيس "سألت الأعراب في المنتفق عما يقصدونه بالعراقيين الواردة في لقب ابن قشعم فجاء تعريفهم مطابقا لسقي الفرات الذي ذكرته وهو الذي يعرفونه بالعراك وعللوا التثنية باحتمال قسمة ذلك السقي إلى شمالي وجنوبي أو إلى شرقي وغربي ولكني لا أظن بصحة قولهم هذا وللأعراب أيضا حدس آخر هو أن العراقيين هما ذاك السقي وما فوقه إلى حد يجهلونه فلم يوقفونا على سبب التسمية وفاتتهم المعرفة بأن البصرة كانت أحد هذا العراقيين في عهد بعيد جدا، ويمكن لبعضهم أن يعللوا سبب تلقيب ابن قشعم بشيخ العراقيين توسعا يوم كانت فارس مستولية على العراق. وعلى وجه آخر أنه أريد بهذا اللقب أنه شيخ برية الكوفة والبصرة لواقعة لعلها حدثت في أنحاء البصرة كان له فيها الظفر والغلبة.

## إمارته
قال عباس العزاوي "والملحوظ ان هذه العشيرة ليست أكثر من أمارة أو رئاسة بدوية على عشائر عديدة فتعتبر ناظمة لها ومشتقة منها. وان امارة المنتفق غطت عليها أو دخلت هي ضمنها بل ضمن أحد أثلاثها، وصار للخزاعل ذكر بعد ذلك، ومثله لعشائر زبيد وعشائر أخرى، ومالت عشائرهم الى الأرياف فضعفت تلك الوحدة أو القوة وتبعثرت الامارة، وهكذا كان شأن العشائر كلها في تحول مستمر وتطور لا حدود له. ونخوة الجشعم (عبد المشورب)، وهو ناصر المشورب"، وقال العزاوي إن عشيرة الشهبان من الجشعم يساكنهم "الجنابيون والمسعود والبو براطم وهؤلاء الجشعم في المهناوية المنسوبة لجدهم (مهنا)، وفي أنحاء الكوفة (كرمة الجشعم) عرفت بهم، وكانت لهم الرئاسة العامة على عشائر كثيرة أذعنت لهم بالطاعة، وكان العثمانيون استغلوهم للقضاء على المنتفق فلم يفلحوا، والآن في حالة ضعف ولكنهم لا يزالون محافظين على عزة نفوسهم، لا يفترقون عن البدو في اللهجة ويتعاطون قصيد البدو والحداء وسائر آداب البادية". وقال لطفي جعفر في كتابه (عبد المحسن السعدون) إن الإمارة السعدونية تمكنت "مِن التوسع حتى وسِعَت في بعض الفترات كل ولاية البصرة وبلغت حدود السماوة على الفرات وقريباً من كوت الإمارة على دجلة وإلى البادية العراقية في الغرب وكان لا بد لها لكي تتوسع إلى تلك الأصقاع أن تصطدم بمن جاورها فقد اسطدمت أول أمرها بالصفويين في فارس والأهواز ثم اشتبكت لترسيخ بنائها مع شيخ العراقيين ابن قشعم وأزالت سلطانه"..